# 蜀光小学
私立蜀光小学，又称私立蜀光中学附属小学，创办于1939年9月，抗战期间，为躲避日军空袭，自贡市实施人口疏散，东兴寺一带学龄儿童数量增加。由于当地无小学，依据当时国民政府教育部颁布的《修正私立学校规程》，自贡私立蜀光中学在原东兴寺校舍旧址建立。
1951年8月，蜀光小学被自贡市人民政府接收，改建为东兴寺小学。